# Daniela von Theumer
Ulrike-Daniela von Theumer (* 12. September 1962 als Ulrike-Daniela Harder) ist eine deutsche Journalistin.

## Leben und Wirken
Nach dem Abitur studierte sie an der Springer-Journalistenschule, arbeitete danach als politische Korrespondentin für BILD-Objekte und moderierte gleichzeitig die Sendung „Germany Today“ (1985/1986) für das amerikanische Fernsehen. Im Anschluss folgten ab 1986 rund 100 Sendungen als Jurymitglied der Rate-Sendung Sag die Wahrheit des Bayerischen Rundfunks. Ende der 1980er Jahre schrieb sie die Society-Kolumne der Bild-Zeitung. Seit 2010 hat sie eine eigene Kolumne in der „Bunten“.
Seit 2015 schreibt sie den eigenen Blog „Pink Diamond by Daniela von Theumer“. Sie ist mit Ernst Ritter von Theumer verheiratet. Sie hat einen Sohn und eine Tochter.